# Dots Obsession
Dots Obsession (Obsession des pois) est une série d'installations de Yayoi Kusama.

## Dots Obsession: Infinity Mirrored Room
Yayoi Kusama explore ce sujet pour la première fois en 1963 à la galerie Gertrude Stein à New York. L'artiste utilise des miroirs, des ballons gonflés d'hélium, des adhésifs, du bois, de l'acier et du béton pour obtenir une œuvre d'une taille de 600 × 600 × 300 cm. 
L’œuvre est un espace à part entière dans lequel les murs et le plafond sont recouverts de miroirs. À l’intérieur posent et flottent des sculptures à l'échelle humaine (des ballons gonflés à l'hélium) aux formes rondes, organiques. Le motif du pois (dots en anglais) se répète à l'infini sur tous les supports. Avec l'immersion dans cet espace, le spectateur/acteur fait  l'expérience d’une étrange perte de repères dans l’infini de ces pois, l’individu est à la fois un intrus et une partie de l’œuvre[réf. souhaitée].
Kusama privilégie les couleurs vives, acidulées et très contrastées dans son travail qui lui attribuent également une part ludique, populaire, enfantine malgré l'étrangeté formelle des volumes et des espaces[réf. nécessaire]. Le spectateur peut voir ici une empreinte de certains mouvements artistiques des années 1960, notamment le pop-art comme souvent dans les œuvres de Yayoi Kusama[réf. nécessaire].

## Dots Obsession: Love Transformed into Dots
L'installation Dots Obsession: Love Transformed into Dots est exposée en 2006 au Sørlandets Kunstmuseum (no) (SKMU).